# Éditions Antipodes
Pour les articles homonymes, voir Antipode.
Les Éditions Antipodes sont une maison d'édition spécialisée en sciences sociales, fondées en 1995 ou 1996 par Claude Pahud à Lausanne, dans le canton de Vaud.

## Description

### Projet
Les Éditions Antipodes sont fondées en juin 1995 à Lausanne par Claude Pahud,,, ancien libraire chez Basta dans la même ville. Elles visent à « parler de l'ici, mais en adoptant un point de vue aux antipodes de la vision dominante ».
Outre des livres et des revues de sciences sociales (histoire, sociologie, science politique, anthropologie, philosophie, psychologie, etc.), elles éditent aussi des bandes dessinées et des livres pour enfants. Les Éditions Antipodes publient surtout des textes académiques, en ayant le souci de les rendre accessibles, lisibles, compréhensibles, et de les présenter dans une mise en page soignée. 

### Catalogue et diffusion
Avec quinze à vingt nouveautés par année, le catalogue compte en 2019 plus de 300 titres. Le tirage va de 400 à 12 000 exemplaires. La « vigueur éditoriale » des Éditions Antipodes et la richesse de leur catalogue sont saluées par des critiques. À travers la collection « Univers visuels », elles produisent des livres de sciences sociales richement illustrés. La collection « Histoire.ch » propose des ouvrages de synthèse sur l'histoire suisse.
Les Éditions Antipodes publient des revues, comme la Revue historique vaudoise, Nouvelles questions féministes, Le Cartable de Clio, A contrario. Revue interdisciplinaire de sciences sociales, Les Annuelles. Le Cartable de Clio est une revue suisse sur les didactiques de l’histoire qui « s’efforce de dégager des problématiques communes aux diverses situations nationales ou régionales ». Les Éditions Antipodes publient depuis 2002 la revue Nouvelles questions féministes, qui existe depuis 1981. La création de la revue A contrario. Revue interdisciplinaire de sciences sociales, est saluée comme une « courageuse entreprise » où l'on trouve des « pistes théoriques transversales fécondes ».
La diffusion en librairie est assurée, en Suisse, par Servidis. Les ouvrages et les revues des Éditions Antipodes sont diffusés en France par le Comptoir des presses d'université.